# Bertil Murray
Sven Bertil Murray, född 25 februari 1950 i Bollnäs församling, Gävleborgs län, är en svensk präst och psalmförfattare.

## Biografi
Bertil Murray föddes 1950 i Bollnäs. Han är son till prästen Carl-Adolf Murray och Märta Ejenmark. Murrays far var föreståndare på Stiftsgården i Undersvik, där han kom att växa upp. Familjen flyttade omkring 1962 till Ovansjö och Murray studerade vid gymnasiet i Sandviken. Han blev 1969 student vid Uppsala universitet, där han kam att studera teologi.
Han var gruppledare för Frimodig kyrka i Kyrkomötet. Murray var år 2000 tillförordnad föreståndare för Ansgarsgården och Sankt Ansgars kyrka i Uppsala. Han fick 2025 med 22 psalmförslag av 233 till Svenska kyrkans kommande psalmbok.

### Sånger och musik
- 2004 – Sånger från S:t Ansgar påsktiden[12][13]
- 2016 – Lukaspassionen, komponerad av Maria Löfberg.[14]
- 2018 – Psalmer, komponerade av Maria Löfberg.[15]
- 2020 – Var du min framtid, komponerad av Anders Dillmar.[16]
- 2020 – Åsnan travar lugn och trygg, komponerad av Britta Snickars.[17]
- 2020 – Sommarmorgon, komponerad av Linda Sandström.[18]
- 2020 – Himlen är här, komponerad av Linda Sandström och arrangerad av Kristin Stenerhag.[19]
- 2022 – I den första frusna knoppen, komponerad av Per Harling och arrangerad av Sören Ljungberg.[20]
- 2023 – Främmande dofter, komponerad av Lars Hernqvist.[21]
- 2024 – Du som spränger rummets gränser, komponerad av Lars Hernqvist.[22]
- 2024 – En ljusets dag, komponerad av Noa Edwardsson.[23]